# José da Penha
José da Penha is een gemeente in de Braziliaanse deelstaat Rio Grande do Norte. De gemeente telt 6.177 inwoners (schatting 2009).